# Submissió química
La submissió química és l'acció d'administrar substàncies psicoactives a algú amb una finalitat criminal. Els Mossos d'Esquadra la defineixen com l'administració d'algun tipus de substància, drogues, alcohol, psicofàrmacs, etc. sense el consentiment de la víctima i amb la finalitat de deixar-la en un estat semiconscient i de control de la seva voluntat. La víctima se sent incapaç d'oposar-se a un atac sexual, no pot donar el seu consentiment per tenir relacions sexuals i, per tant, es considera un delicte sexual.

## Etimologia
En català, castellà i francès, es fa servir un concepte similar (sumisión química, soumission chimique). En l'àmbit anglosaxó, el concepte que s'ha popularitzat més és Drug-facilitated crime, o Drug-facilitated sexual assault, sobretot amb els seus respectius acrònims DFC o DFSA. Aquest concepte anglosaxió inclou l'anomenada vulnerabilitat química, on el criminal s'aprofita que la víctima ha consumit voluntàriament alguna substància inhibidora, sovint l'alcohol.

## Descripció
L'agressió sexual facilitada per drogues, la vulnerabilitat química, i la submissió química són agressions sexuals (violació o d'una altra manera) realitzada a una persona després que aquesta estigui incapacitada a causa d'estar sota la influència de qualsevol substància que alteri la ment, com ara haver consumit alcohol o drogues. Les drogues, quan s'utilitzen amb alcohol, poden provocar una pèrdua de consciència i una pèrdua de la capacitat de consentir el sexe. Els investigadors han documentat que la violació facilitada per l'alcohol és la forma més comuna de violència sexual contra les dones. La majoria de víctimes de DFSA són dones i la majoria dels autors són homes.

## Història
Les agressions sexuals a persones que han consumit alcohol o drogues voluntàriament són habituals i no noves, ja s'esmentaven a la pel·lícula Pigmalió de 1938. Tampoc és nou introduir alguna cosa a la beguda d'algú per incapacitar-lo. No obstant això, a mitjans de la dècada de 1990, es va començar a veure un patró de dones que havien estat drogades subreptíciament amb el propòsit d'agressió sexual i violació utilitzant drogues: drogues incapacitants, inodores i insípides que poden produir amnèsia. La víctima, que havia consumit alcohol ja fos de forma voluntària, per força o en un entorn socialment relaxat, es trobava de cop perdent la consciència del seu entorn. En recuperar la consciència, hores més tard, podia estar en un lloc diferent, amb signes d'haver estat interferida sexualment, com ara perdre peces de roba, tenir contusions, presència de semen al cos o dolor vaginal o anal. La víctima pot sentir les seqüeles del consum de substàncies, com ara mareig, debilitat o confusió, i poc o cap record del que li havia passat. En alguns casos, el seu atacant pot haver desaparegut; en altres, pot comportar-se com si no hagués passat res inusual, potser oferint-se a portar-la a casa o a un hospital.

### Punxadesa l'oci nocturn
L'estiu de 2022 va haver-hi diversos casos de punxades amb sedants a dones en locals d'oci nocturn dels Països Catalans. A Catalunya, durant el 2021 i fins al 12 de juny del 2022 s’han recollit 288 casos relacionats de manera directa amb la submissió química (167) i la vulnerabilitat química (121). La Generalitat de Catalunya va actualitzar el seu protocol d'agressions sexual davant l'increment de casos. L'agost de 2022, el coordinador de la Unidad de Toxicologia de Son Espases va dir que no encara s'havien reportat casos a les Balears.

## Perfils

### Perpetradors
Segons la recerca existent, els autors d'aquest tipus d'agressió sexual generalment comparteixen quatre característiques: tenen accés a drogues sedants i entenen els seus efectes, tenen accés a un entorn (sovint una llar o un lloc de treball) on la violació no s'interromprà mentre està en curs, són capaços d'establir almenys una petita confiança amb una víctima prevista, i tenen un pla per evitar la presó, que poden implicar vestir la víctima, dir-li a la víctima que va tenir relacions sexuals consentides o que no hi va haver cap contacte sexual, o sortir del local abans que la víctima recuperi la consciència. Els investigadors diuen que els perpetradors d'aquest tipus d'agressions són oportunistes i no conflictius. Normalment no amenacen, forcen, maltracten o mutilen les seves víctimes, ni porten armes, roben a les seves víctimes o destrueixen els seus béns. Acostumen a no tenir antecedents de violència física. Generalment no estan marginats social ni culturalment.:457
Alguns investigadors diuen que els autors d'aquest tipus d'agressions estan molt interessats sexualment, però no poden trobar parelles sexuals, i estan motivats únicament pel desig sexual. Altres diuen que alguns perpetradors (que poden gravar la violació per veure-la posteriorment) estan motivats per la idea de dominar i controlar algú amb finalitats sexuals. Els investigadors difereixen sobre si els autors estan satisfent una compulsió real, però coincideixen que tenen una probabilitat molt alta de reincidir.

### Víctimes
Totes les drogues inhibeixen la capacitat de consentir. Un estudi de dones americanes de població general que creien que eren víctimes de DFSA va trobar que el 81% coneixia el presumpte autor abans de la violació. Un estudi similar centrat en estudiants universitaris va trobar que el 83% coneixia el presumpte autor abans de la violació.

## Anàlisi toxicològic
Es pot detectar la presència de drogues o substàncies que produeixen submissió química de diverses maneres, sobretot mitjançant mostres d'orina (durant alguns dies) i al cabell (durant setmanes o fins i tot mesos). Tanmateix, el principal impediment per a les estadístiques reals és la confusió i la manca de memòria induïda per les mateixes drogues. És impossible saber amb quina freqüència es produeix aquest tipus d'agressions perquè les mateixes víctimes no saben què els ha passat, si ha passat alguna cosa, amb qui o com. Aquesta casuística fa que es documentin menys incidents dels ocorreguts, a causa dels corresponents efectes amnèsics i del deteriorament cognitiu associats a aquest tipus de substàncies. Moltes víctimes no tenen ni idea del que els ha passat. El tipus de droga que es fan servir per fer submissió química són difícils de detectar. A causa de les quantitats molt petites de fàrmacs que s'administren normalment per aconseguir aquests efectes, és difícil comprovar la presència dels mateixos, ja que s'eliminen ràpidament del cos. La manca de confirmació a través de la toxicologia no es pot equiparar necessàriament com a dades empíriques per si mateixes.
Un estudi de 1.179 mostres d'orina de víctimes de sospita de submissió química dut a terme a 49 estats nord-americans va trobar sis (0,5%) positius per a Rohypnol, 97 (8%) positius per a altres benzodiazepines, 451 (38%) positius per a alcohol i 468 (40%) negatius. Un estudi similar de 2.003 mostres d'orina de possibles víctimes va trobar que menys del 2% van donar positiu a Rohypnol o GHB. Un estudi de tres anys al Regne Unit va trobar que el dos per cent de les 1.014 víctimes de violació tenien sedants detectats a l'orina 12 hores després de l'agressió.
Un estudi fent a Barcelona el 2011 mostrava que el 37% de casos analitzats com a possible submissió química donaven positiu en l'anàlisi toxicològic. En aquest mateix estudi, entre les 51 persones reconegudes en què es va poder establir el presumpte autor dels fets, aquest va ser un desconegut en 19 casos (37%), una persona acabada de conèixer en 18 casos (35%), i una persona propera en 14 casos (28%). El 2019, a Barcelona, la submissió química va representar el 10% de casos d'abusos sexuals denunciats.
Després de 72 hores de l'agressió, és molt menys probable que les proves a l'orina detectin amb èxit la presència de drogues, perquè la majoria s'hauran metabolitzat i eliminat del cos, donant lloc a un fals negatiu. Una pista de quines benzodiazepines o GHB s'haurien pogut utilitzar en un atac és l'efecte sobre la micció de la víctima: les benzodiazepines provoquen la retenció urinària i l'GHB incontinència urinària.